# MZKT-7004
Der MZKT-7004 (russisch МЗКТ-7004) ist ein Fahrzeugmodell des belarussischen Herstellers Minski Sawod Koljosnych Tjagatschei (russisch Минский завод колёсных тягачей, kurz MZKT bzw. МЗКТ). Er wird seit 2005 vor allem als Platform für Bohrtechnik eingesetzt.

## Fahrzeugbeschreibung
Der fünfachsige MZKT-7004 mit der Antriebsformel 10×8 ist eines der Modelle des Herstellers, die speziell als Ölfeldfahrzeug in den GUS-Staaten konzipiert wurde. Insbesondere wird es als Basis für mobile Bohrtürme herangezogen. Die russischen Hersteller ELAZ und BOEZ greifen auf den MZKT-7004 als Plattform für die mobilen Bohranlagen UPR-100 und UBP 100 zurück. Diese Bohrturmaufbauten erreichen in der Arbeitskonfiguration eine Höhe von 30 Metern und haben eine Gesamtmasse von circa 30 Tonnen. Nach Angaben des Herstellers sind weltweit 29 Prozent aller mobilen Bohrplattformen mit fünfachsigem Basisfahrzeug vom Typ MZKT-7004. Das Führerhaus bietet zwei Personen Platz. Es wird hauptsächlich von MAZ zugeliefert und entsprechen jenem des LKW-Modells MAZ-5337.
Als Antrieb dient ein  Sechszylinder-Viertakt-Reihendieselmotor vom Typ C-15 ACERT, der vom US-Hersteller Caterpillar zugeliefert wird. Mit 15.207 cm³ Hubraum, Turboaufladung und Ladeluftkühlung leistet er 482 PS (354 kW) und hat ein maximales Drehmoment von 2176 Nm, das er bei 1400 Umdrehungen pro Minute erreicht. Er erfüllt die Euro-4-Abgasnorm. Der LKW hat ein mechanisches Allison-Schaltgetriebe des Typs 4700 OFS mit sechs Vorwärtsgängen und einem Rückwärtsgang. Hinzu kommt ein Verteilervorgelege mit zwei Gängen. Alle sieben Differentialgetriebe (je eines pro Achse und drei Mitteldifferentiale) sind sperrbar. Von den fünf Achsen sind die vorderen zwei lenkbar, die hinterste Achse ist eine Nachlaufachse. 
Zur Sonderausstattung gehört ein spezielles Kältepaket, das einen problemlosen Einsatz des LKW bei Temperaturen von −40 °C ermöglicht. Das Fahrzeug ist mit einer Reifendruckregelanlage ausgestattet.

## Technische Daten
→ Quelle der Daten
- Motor: Viertakt-Reihen-Sechszylinder-Dieselmotor
- Motortyp: Caterpillar C-15 ACERT Electronic
- Abgasnorm: EURO 4
- Leistung: 482 PS (354 kW)
- maximales Drehmoment: 2176 Nm bei 1400 min−1
- Hubraum: 15.207 cm³
- Tankinhalt: 700 l
- Getriebetyp: Allison 4700 OFS
- Getriebe: automatisches Sechsgang-Schaltgetriebe
- Höchstgeschwindigkeit: 47 km/h
- Antriebsformel: 10×8
- Länge: 16.200 mm
- Breite: 2930 mm
- Höhe: 3100 mm
- Radstand: 1900 + 5500 + 1500 + 1500 mm
- Länge der Ladefläche: 8970 mm
- Bodenfreiheit: 380 mm
- Wendekreis: 40 m
- Leergewicht: 21.000 kg
- Zuladung: 40.000 kg
- zulässiges Gesamtgewicht: 61.000 kg